# پیرانلو (خلخال)
پیرانلو یکی از روستاهای استان اردبیل است که در بخش مرکزی شهرستان خلخال واقع شده‌است.
همچنین در خراسان رضوی، شهرستان قوچان نزدیک به سدتبارک، روستایی با همین نام موجود است که به زبان کُردی کُرمانجی تکلم میکنند .